# Karl Morske
Karl Morske (nórdico antiguo: Karl hinn mørske m. 1028) fue un afamado vikingo y explorador de Noruega en el siglo X. 

## Historia
Las sagas nórdicas relatan que era un célebre guerrero y el rey Olaf II de Noruega había enviado a su flota tras él en más de una ocasión para acabar con la amenaza de sus incursiones vikingas. Pero Karl era un hombre con muchos recursos, rápido y certero en sus incursiones y un experto de gran destreza. No fue hasta que abandonó sus actividades en 1028, cuando el rey se vino a la reconciliación y recomendó a Lagman Gilli y Leivur Øssursson, hombres de confianza en las Islas Feroe, que aceptasen a Karl como enviado real y ayuda para la defensa del archipiélago.
No obstante el poder e influencia de Tróndur í Gøtu era grande, y no estaba dispuesto a ceder el poder o aceptar la soberanía real a cualquier precio, demostrando que el gobierno todavía estaba en manos del caudillo local y la influencia del rey era irrisoria. En un oscuro asunto de intereses y política, Tróndur mató al enviado real de un hachazo pero Olaf II no tuvo tiempo para reaccionar con una flota disciplinaria pues ya se habían iniciado las hostilidades en Noruega en su contra.